# (11652) Johnbrownlee
(11652) Johnbrownlee est un astéroïde de la ceinture principale.

## Description
(11652) Johnbrownlee est un astéroïde de la ceinture principale. Il fut découvert le 7 février 1997 à Sormano par Piero Sicoli et Francesco Manca. Il présente une orbite caractérisée par un demi-grand axe de 3,10 UA, une excentricité de 0,12 et une inclinaison de 2,9° par rapport à l'écliptique.

## Compléments